# Милославська (станція швидкісного трамвая)
«Милосла́вська» — кінцева станція Лівобережної лінії Київського швидкісного трамвая, розташована після станції «Олександри Екстер». Відкрита 26 травня 2000 року. Названа за однойменною вулицею.
Станція є кінцевою на швидкісній лінії і маршруту № 4, далі йде нешвидкісна лінія на Вигурівщину-Троєщину, якою курсує маршрут № 5. За станцією розташовані розворотні кільця, які в травні-липні 2000 року використовувалися для розвороту трамваїв маршруту № 2, а зараз — для розвороту трамваїв маршруту № 4.

## Реконструкція
Закрита разом з усією лінією з 1 січня 2009 року. Знову відкрита після реконструкції 24 жовтня 2012 року.

## Перспектива
На її місці в майбутньому планується побудувати станцію «Вулиця Милославська» Лівобережної лінії Київського метрополітену.

## Зображення

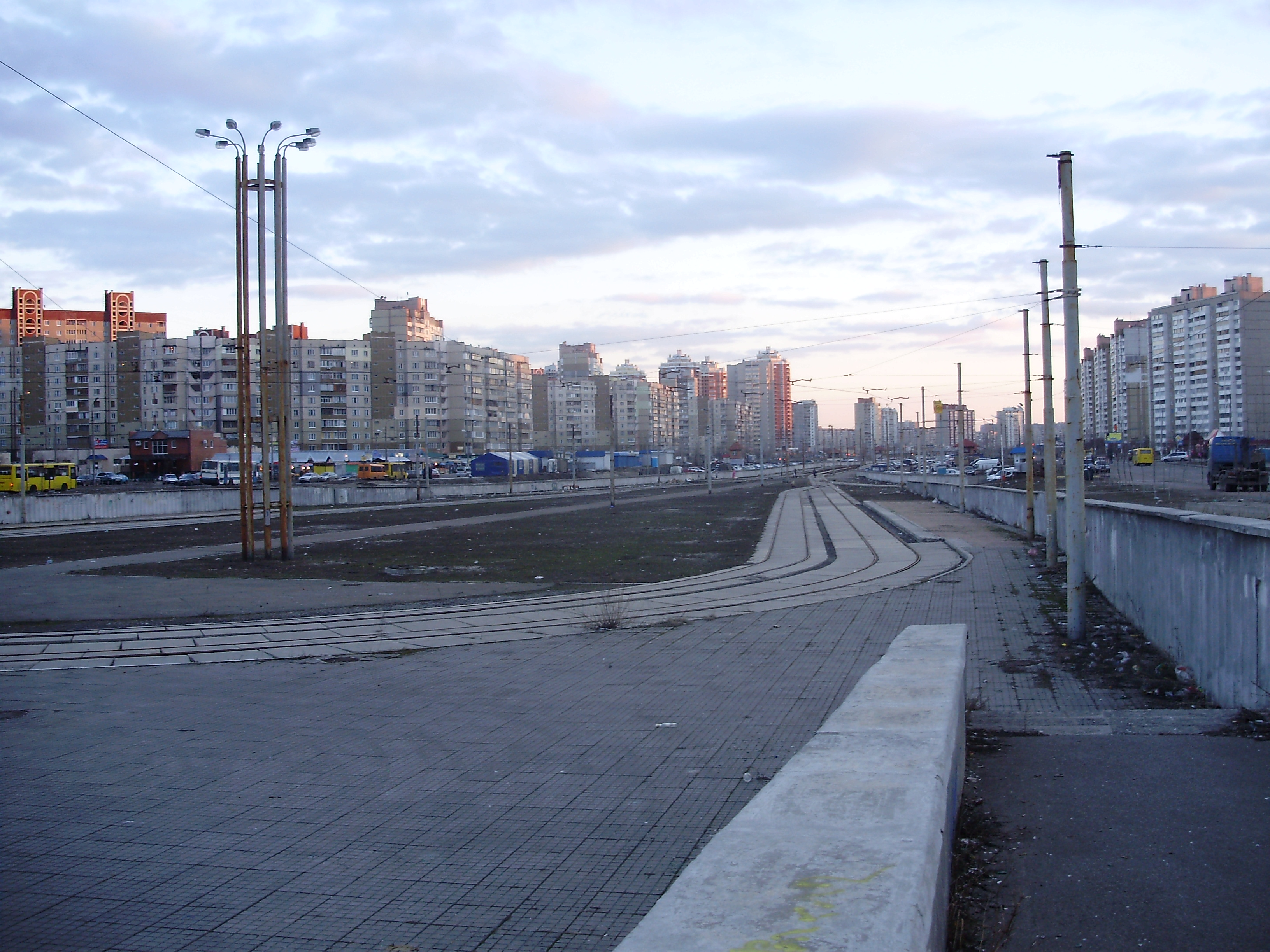
Розворотне кільце за станцією